# Lija Ahmad Khel (district)
Lija Ahmad Khel (alternatieve spellingen: Lija Mangal, Lajamangal) is een van de 11 districten van de provincie Paktiyā in Afghanistan. Lija Ahmad Khel heeft 23.000 inwoners. Het districtscentrum ligt in Lija Mangal.

## Bestuurlijke indeling
Het district Lija Ahmad Khel is onderverdeeld in 57 plaatsen:
- Khermana
- Dangdang
- Lesholo Kalay
- Shawat
- Moshaka
- Wam Hasankhel
- Chergo Kalay
- Wam
- Saykho Kalay
- Khuni Khola
- Bekaray
- Stara Meshray
- Yahya Kalay
- Mirazi Kalay
- Baghakay
- Kharzun
- Dabozay
- Dara
- Ster Kalay
- Pore Kalay
- Moni
- Shekawa
- Bara Sheshta
- Kuza Sheshta
- Bara Shekawa
- Sekandarkhel
- Kuza Khermana
- Bara Khermana
- Andar
- Sherabak
- Musakhel
- Mozhak
- Zarkal
- Saranj
- Ghunday
- Laleka
- Ghurghoru
- Sarkonay
- Teshnak
- Waghz
- Patak
- Kheranay (2)
- Shegaray
- Tawde Tak
- Mantkay
- Kheranay (1)
- Anj
- Jaji
- Dargay
- Dada
- Shezman Ghar
- Khergay
- Aram
- Ghezgay
- Sorway
- Hasan Khel
- Lija Mangal

Ahmadabad · Chamkani · Dand-Wa-Patan · Gardez · Jaji · Jani Khel · Lija Ahmad Khel · Sayid Karam · Shwak · Wuza Zadran · Zurmat